# Dolichoderus lamellosus
Dolichoderus lamellosus is een mierensoort uit de onderfamilie van de Dolichoderinae. De wetenschappelijke naam van de soort is voor het eerst geldig gepubliceerd in 1870 door Mayr. De soort is endemisch in het noorden van Zuid-Amerika.